# 雙色黑頭魚
雙色黑頭魚（学名：Alepocephalus bicolor），為輻鰭魚綱黑头鱼目黑頭魚科的其中一種，為深海魚類，分布於印度西太平洋海域，棲息深度439-1080公尺，體長可達29公分，棲息在底層水域，生活習性不明。
种名 bicolor 意为“二色的”。